# Mistrzynie wielkoszlemowych turniejów singlowych
Lista mistrzyń turniejów wielkoszlemowych w grze pojedynczej. Liderką zestawienia jest Australijka Margaret Smith Court, która zdobyła 24 tytuły.
Tylko trzem tenisistkom udało się wygrać wszystkie cztery turnieje w jednym roku kalendarzowym. Uczyniły to: Maureen Connolly Brinker w 1953 roku, Margaret Smith Court w 1970 oraz Steffi Graf w 1988.
Do 1924 Mistrzostwa Francji były organizowane tylko dla zawodników francuskich klubów. Począwszy od 1925 zyskały międzynarodowy charakter, stąd dopiero od tego roku wyniki są zaliczane do osiągnięć wielkoszlemowych. Turniej Australian Open w latach 1977–1985 był rozgrywany w grudniu, stąd dwa turnieje odbyły się w 1977 roku, a w 1986 nie został rozegrany żaden.

## Mistrzynie rok po roku

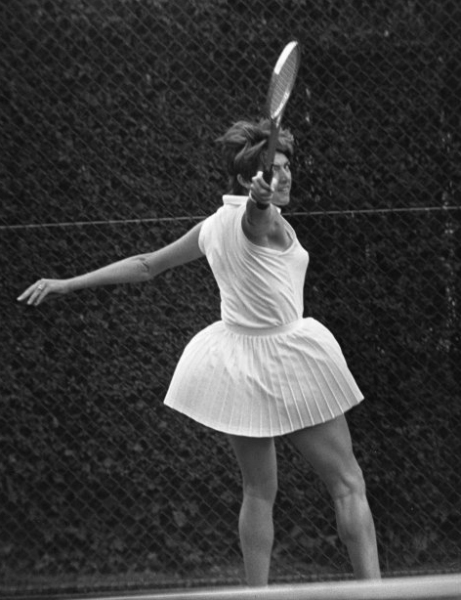
Margaret Smith Court wygrała 24 tytuły wielkoszlemowe, co jest najlepszym wynikiem w historii. Jako pierwsza w erze open wygrała w 1970 roku Klasycznego Wielkiego Szlema

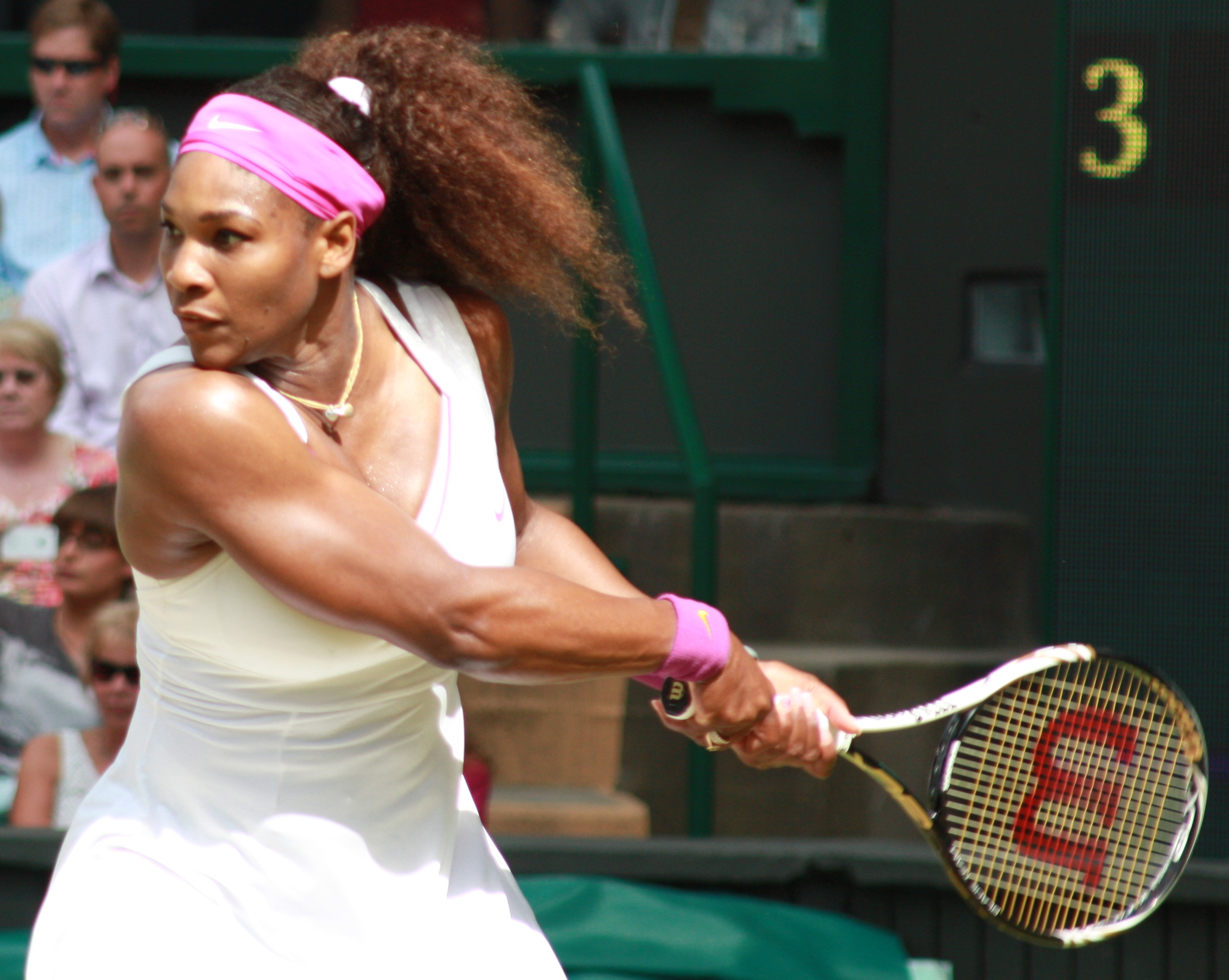
Serena Williams wygrała 23 turnieje wielkoszlemowe, co jest najlepszym wynikiem w erze open

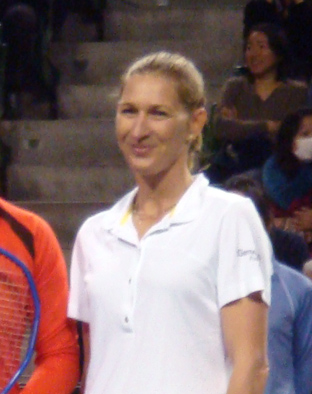
Steffi Graf – zwyciężczyni 22 turniejów wielkoszlemowych i jedyna zawodniczka, która wygrała Złotego Wielkiego Szlema (1988)

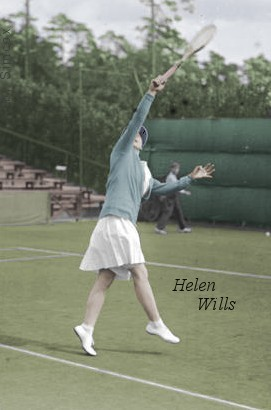
Helen Wills Moody – triumfatorka 19 turniejów wielkoszlemowych, pierwsza kobieta, która wygrała więcej niż 10 tytułów

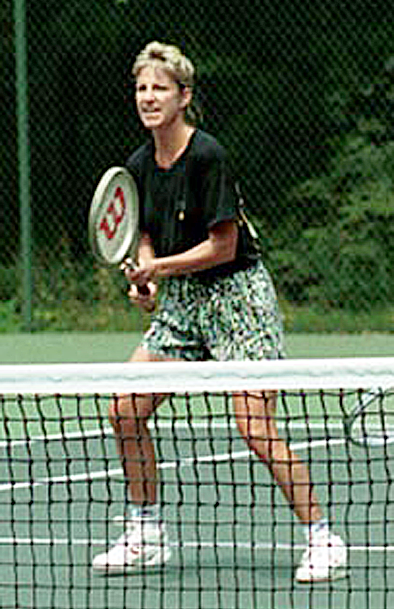
Chris Evert wygrała 18 turniejów wielkoszlemowych, trzeci najlepszy wynik w erze open, ex aequo z Martiną Navrátilovą

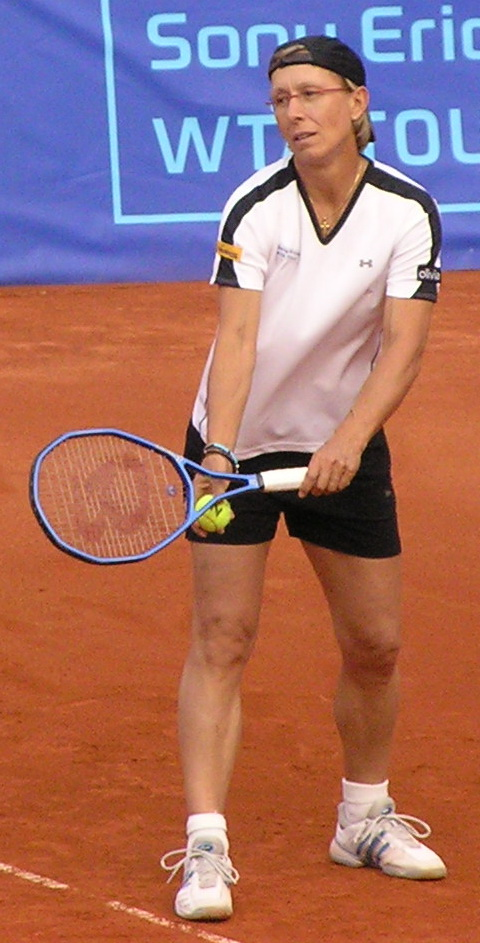
Martina Navrátilová wygrała 18 turniejów wielkoszlemowych, trzeci najlepszy wynik w erze open, ex aequo z Chris Evert

| Rok  | Australian Open                                       | French Open                          | Wimbledon                        | US Open                        |
| ---- | ----------------------------------------------------- | ------------------------------------ | -------------------------------- | ------------------------------ |
| 1884 | rozpoczął się w roku 1922                             | rozpoczął się w roku 1897            | Maud Watson (1/2)                | rozpoczął się w roku 1887      |
| 1885 | turniej nie był rozgrywany                            | turniej nie był rozgrywany           | Maud Watson (2/2)                | turniej nie był rozgrywany     |
| 1886 | turniej nie był rozgrywany                            | turniej nie był rozgrywany           | Blanche Bingley Hillyard (1/6)   | turniej nie był rozgrywany     |
| 1887 | turniej nie był rozgrywany                            | turniej nie był rozgrywany           | Lottie Dod (1/5)                 | Ellen Hansell                  |
| 1888 | turniej nie był rozgrywany                            | turniej nie był rozgrywany           | Lottie Dod (2/5)                 | Bertha Townsend (1/2)          |
| 1889 | turniej nie był rozgrywany                            | turniej nie był rozgrywany           | Blanche Bingley Hillyard (2/6)   | Bertha Townsend (2/2)          |
| 1890 | turniej nie był rozgrywany                            | turniej nie był rozgrywany           | Helen Rice                       | Ellen Roosevelt                |
| 1891 | turniej nie był rozgrywany                            | turniej nie był rozgrywany           | Lottie Dod (3/5)                 | Mabel Cahill (1/2)             |
| 1892 | turniej nie był rozgrywany                            | turniej nie był rozgrywany           | Lottie Dod (4/5)                 | Mabel Cahill (2/2)             |
| 1893 | turniej nie był rozgrywany                            | turniej nie był rozgrywany           | Lottie Dod (5/5)                 | Aline Terry                    |
| 1894 | turniej nie był rozgrywany                            | turniej nie był rozgrywany           | Blanche Bingley Hillyard (3/6)   | Helen Hellwig                  |
| 1895 | turniej nie był rozgrywany                            | turniej nie był rozgrywany           | Charlotte Cooper Sterry (1/5)    | Juliette Atkinson (1/3)        |
| 1896 | turniej nie był rozgrywany                            | turniej nie był rozgrywany           | Charlotte Cooper Sterry (2/5)    | Elisabeth Moore (1/4)          |
| 1897 | turniej nie był rozgrywany                            | Françoise Masson *                   | Blanche Bingley Hillyard (4/6)   | Juliette Atkinson (2/3)        |
| 1898 | turniej nie był rozgrywany                            | Françoise Masson *                   | Charlotte Cooper Sterry (3/5)    | Juliette Atkinson (3/3)        |
| 1899 | turniej nie był rozgrywany                            | Françoise Masson *                   | Blanche Bingley Hillyard (5/6)   | Marion Jones Farquhar (1/2)    |
| 1900 | turniej nie był rozgrywany                            | Hélène Prévost *                     | Blanche Bingley Hillyard (6/6)   | Myrtle McAteer                 |
| 1901 | turniej nie był rozgrywany                            | Suzanne Girod *                      | Charlotte Cooper Sterry (4/5)    | Elisabeth Moore (2/4)          |
| 1902 | turniej nie był rozgrywany                            | Françoise Masson *                   | Muriel Robb                      | Marion Jones Farquhar (2/2)    |
| 1903 | turniej nie był rozgrywany                            | Françoise Masson *                   | Dorothea Douglass Chambers(1/7)  | Elisabeth Moore (3/4)          |
| 1904 | turniej nie był rozgrywany                            | Kate Gillou-Fenwick *                | Dorothea Douglass Chambers (2/7) | May Sutton Bundy (1/3)         |
| 1905 | turniej nie był rozgrywany                            | Kate Gillou-Fenwick *                | May Sutton Bundy (2/3)           | Elisabeth Moore (4/4)          |
| 1906 | turniej nie był rozgrywany                            | Kate Gillou-Fenwick *                | Dorothea Douglass Chambers (3/7) | Helen Homans                   |
| 1907 | turniej nie był rozgrywany                            | Comtesse de Kermel *                 | May Sutton Bundy (3/3)           | Evelyn Sears                   |
| 1908 | turniej nie był rozgrywany                            | Kate Gillou-Fenwick *                | Charlotte Cooper Sterry (5/5)    | Maud Barger-Wallach            |
| 1909 | turniej nie był rozgrywany                            | Jeanne Matthey *                     | Dora Boothby                     | Hazel Hotchkiss Wightman (1/4) |
| 1910 | turniej nie był rozgrywany                            | Jeanne Matthey *                     | Dorothea Douglass Chambers (4/7) | Hazel Hotchkiss Wightman (2/4) |
| 1911 | turniej nie był rozgrywany                            | Jeanne Matthey *                     | Dorothea Douglass Chambers (5/7) | Hazel Hotchkiss Wightman (3/4) |
| 1912 | turniej nie był rozgrywany                            | Jeanne Matthey *                     | Ethel Thomson Larcombe           | Mary Browne (1/3)              |
| 1913 | turniej nie był rozgrywany                            | Marguerite Broquedis *               | Dorothea Douglass Chambers (6/7) | Mary Browne (2/3)              |
| 1914 | turniej nie był rozgrywany                            | Marguerite Broquedis *               | Dorothea Douglass Chambers (7/7) | Mary Browne (3/3)              |
| 1915 | turniej nie był rozgrywany                            | turniej nie był rozgrywany           | turniej nie był rozgrywany       | Molla Bjurstedt Mallory (1/8)  |
| 1916 | turniej nie był rozgrywany                            | turniej nie był rozgrywany           | turniej nie był rozgrywany       | Molla Bjurstedt Mallory (2/8)  |
| 1917 | turniej nie był rozgrywany                            | turniej nie był rozgrywany           | turniej nie był rozgrywany       | Molla Bjurstedt Mallory (3/8)  |
| 1918 | turniej nie był rozgrywany                            | turniej nie był rozgrywany           | turniej nie był rozgrywany       | Molla Bjurstedt Mallory (4/8)  |
| 1919 | turniej nie był rozgrywany                            | turniej nie był rozgrywany           | Suzanne Lenglen (1/8)            | Hazel Hotchkiss Wightman (4/4) |
| 1920 | turniej nie był rozgrywany                            | Suzanne Lenglen *                    | Suzanne Lenglen (2/8)            | Molla Bjurstedt Mallory (5/8)  |
| 1921 | turniej nie był rozgrywany                            | Suzanne Lenglen *                    | Suzanne Lenglen (3/8)            | Molla Bjurstedt Mallory (6/8)  |
| 1922 | Margaret Molesworth (1/2)                             | Suzanne Lenglen *                    | Suzanne Lenglen (4/8)            | Molla Bjurstedt Mallory (7/8)  |
| 1923 | Margaret Molesworth (2/2)                             | Suzanne Lenglen *                    | Suzanne Lenglen (5/8)            | Helen Wills Moody (1/19)       |
| 1924 | Sylvia Lance Harper                                   | Julie Vlasto *                       | Kathleen McKane Godfree (1/2)    | Helen Wills Moody (2/19)       |
| 1925 | Daphne Akhurst Cozens (1/5)                           | Suzanne Lenglen (6/8)                | Suzanne Lenglen (7/8)            | Helen Wills Moody (3/19)       |
| 1926 | Daphne Akhurst Cozens (2/5)                           | Suzanne Lenglen (8/8)                | Kathleen McKane Godfree (2/2)    | Molla Bjurstedt Mallory (8/8)  |
| 1927 | Esna Boyd Robertson                                   | Cornelia Bouman                      | Helen Wills Moody (4/19)         | Helen Wills Moody (5/19)       |
| 1928 | Daphne Akhurst Cozens (3/5)                           | Helen Wills Moody (6/19)             | Helen Wills Moody (7/19)         | Helen Wills Moody (8/19)       |
| 1929 | Daphne Akhurst Cozens (4/5)                           | Helen Wills Moody (9/19)             | Helen Wills Moody (10/19)        | Helen Wills Moody (11/19)      |
| 1930 | Daphne Akhurst Cozens (5/5)                           | Helen Wills Moody (12/19)            | Helen Wills Moody (13/19)        | Betty Nuthall Shoemaker        |
| 1931 | Coral McInnes Buttsworth (1/2)                        | Cilly Aussem (1/2)                   | Cilly Aussem (2/2)               | Helen Wills Moody (14/19)      |
| 1932 | Coral McInnes Buttsworth (2/2)                        | Helen Wills Moody (15/19)            | Helen Wills Moody (16/19)        | Helen Jacobs (1/5)             |
| 1933 | Joan Hartigan Bathurst (1/3)                          | Margaret Scriven (1/2)               | Helen Wills Moody (17/19)        | Helen Jacobs (2/5)             |
| 1934 | Joan Hartigan Bathurst (2/3)                          | Margaret Scriven (2/2)               | Dorothy Round Little (1/3)       | Helen Jacobs (3/5)             |
| 1935 | Dorothy Round Little (2/3)                            | Hilde Krahwinkel Sperling (1/3)      | Helen Wills Moody (18/19)        | Helen Jacobs (4/5)             |
| 1936 | Joan Hartigan Bathurst (3/3)                          | Hilde Krahwinkel Sperling (2/3)      | Helen Jacobs (5/5)               | Alice Marble (1/5)             |
| 1937 | Nancye Wynne Bolton (1/6)                             | Hilde Krahwinkel Sperling (3/3)      | Dorothy Round Little (3/3)       | Anita Lizana de Ellis          |
| 1938 | Dorothy Bundy Cheney                                  | Simonne Mathieu (1/2)                | Helen Wills Moody (19/19)        | Alice Marble (2/5)             |
| 1939 | Emily Hood Westacott                                  | Simonne Mathieu (2/2)                | Alice Marble (3/5)               | Alice Marble (4/5)             |
| 1940 | Nancye Wynne Bolton (2/6)                             | turniej nie był rozgrywany           | turniej nie był rozgrywany       | Alice Marble (5/5)             |
| 1941 | turniej nie był rozgrywany                            | turniej nie był rozgrywany           | turniej nie był rozgrywany       | Sarah Palfrey Cooke (1/2)      |
| 1942 | turniej nie był rozgrywany                            | turniej nie był rozgrywany           | turniej nie był rozgrywany       | Pauline Betz Addie (1/5)       |
| 1943 | turniej nie był rozgrywany                            | turniej nie był rozgrywany           | turniej nie był rozgrywany       | Pauline Betz Addie (2/5)       |
| 1944 | turniej nie był rozgrywany                            | turniej nie był rozgrywany           | turniej nie był rozgrywany       | Pauline Betz Addie (3/5)       |
| 1945 | turniej nie był rozgrywany                            | turniej nie był rozgrywany           | turniej nie był rozgrywany       | Sarah Palfrey Cooke (2/2)      |
| 1946 | Nancye Wynne Bolton (3/6)                             | Margaret Osborne DuPont (1/6)        | Pauline Betz Addie (4/5)         | Pauline Betz Addie (5/5)       |
| 1947 | Nancye Wynne Bolton (4/6)                             | Patricia Canning Todd                | Margaret Osborne DuPont (2/6)    | Louise Brough Clapp (1/6)      |
| 1948 | Nancye Wynne Bolton (5/6)                             | Nelly Landry                         | Louise Brough Clapp (2/6)        | Margaret Osborne DuPont (3/6)  |
| 1949 | Doris Hart (1/6)                                      | Margaret Osborne DuPont (4/6)        | Louise Brough Clapp (3/6)        | Margaret Osborne DuPont (5/6)  |
| 1950 | Louise Brough Clapp (4/6)                             | Doris Hart (2/6)                     | Louise Brough Clapp (5/6)        | Margaret Osborne DuPont (6/6)  |
| 1951 | Nancye Wynne Bolton (6/6)                             | Shirley Fry Irvin (1/4)              | Doris Hart (3/6)                 | Maureen Connolly Brinker (1/9) |
| 1952 | Thelma Coyne Long (1/2)                               | Doris Hart (4/6)                     | Maureen Connolly Brinker (2/9)   | Maureen Connolly Brinker (3/9) |
| 1953 | Maureen Connolly Brinker (4/9)                        | Maureen Connolly Brinker (5/9)       | Maureen Connolly Brinker (6/9)   | Maureen Connolly Brinker (7/9) |
| 1954 | Thelma Coyne Long (2/2)                               | Maureen Connolly Brinker (8/9)       | Maureen Connolly Brinker (9/9)   | Doris Hart (5/6)               |
| 1955 | Beryl Penrose                                         | Angela Mortimer Barrett (1/3)        | Louise Brough Clapp (6/6)        | Doris Hart (6/6)               |
| 1956 | Mary Carter Reitano (1/2)                             | Althea Gibson (1/5)                  | Shirley Fry Irvin (2/4)          | Shirley Fry Irvin (3/4)        |
| 1957 | Shirley Fry Irvin (4/4)                               | Shirley Bloomer                      | Althea Gibson (2/5)              | Althea Gibson (3/5)            |
| 1958 | Angela Mortimer Barrett (2/3)                         | Zsuzsa Körmöczy                      | Althea Gibson (4/5)              | Althea Gibson (5/5)            |
| 1959 | Mary Carter Reitano (2/2)                             | Christine Truman Janes               | Maria Bueno (1/7)                | Maria Bueno (2/7)              |
| 1960 | Margaret Smith Court (1/24)                           | Darlene Hard (1/3)                   | Maria Bueno (3/7)                | Darlene Hard (2/3)             |
| 1961 | Margaret Smith Court (2/24)                           | Ann Haydon-Jones (1/3)               | Angela Mortimer Barrett (3/3)    | Darlene Hard (3/3)             |
| 1962 | Margaret Smith Court (3/24)                           | Margaret Smith Court (4/24)          | Karen Hantze Susman              | Margaret Smith Court (5/24)    |
| 1963 | Margaret Smith Court (6/24)                           | Lesley Turner Bowrey (1/2)           | Margaret Smith Court (7/24)      | Maria Bueno (4/7)              |
| 1964 | Margaret Smith Court (8/24)                           | Margaret Smith Court (9/24)          | Maria Bueno (5/7)                | Maria Bueno (6/7)              |
| 1965 | Margaret Smith Court (10/24)                          | Lesley Turner Bowrey (2/2)           | Margaret Smith Court (11/24)     | Margaret Smith Court (12/24)   |
| 1966 | Margaret Smith Court (13/24)                          | Ann Haydon-Jones (2/3)               | Billie Jean King (1/12)          | Maria Bueno (7/7)              |
| 1967 | Nancy Richey (1/2)                                    | Françoise Durr                       | Billie Jean King (2/12)          | Billie Jean King (3/12)        |
| 1968 | Billie Jean King (4/12) Koniec amatorskiej ery tenisa | Początek Ery Open Nancy Richey (2/2) | Billie Jean King (5/12)          | Virginia Wade (1/3)            |
| 1969 | Margaret Smith Court (14/24)                          | Margaret Smith Court (15/24)         | Ann Haydon-Jones (3/3)           | Margaret Smith Court (16/24)   |
| 1970 | Margaret Smith Court (17/24)                          | Margaret Smith Court (18/24)         | Margaret Smith Court (19/24)     | Margaret Smith Court (20/24)   |
| 1971 | Margaret Smith Court (21/24)                          | Evonne Goolagong Cawley (1/7)        | Evonne Goolagong Cawley (2/7)    | Billie Jean King (6/12)        |
| 1972 | Virginia Wade (2/3)                                   | Billie Jean King (7/12)              | Billie Jean King (8/12)          | Billie Jean King (9/12)        |
| 1973 | Margaret Smith Court (22/24)                          | Margaret Smith Court (23/24)         | Billie Jean King (10/12)         | Margaret Smith Court (24/24)   |
| 1974 | Evonne Goolagong Cawley (3/7)                         | Chris Evert (1/18)                   | Chris Evert (2/18)               | Billie Jean King (11/12)       |
| 1975 | Evonne Goolagong Cawley (4/7)                         | Chris Evert (3/18)                   | Billie Jean King (12/12)         | Chris Evert (4/18)             |
| 1976 | Evonne Goolagong Cawley (5/7)                         | Sue Barker                           | Chris Evert (5/18)               | Chris Evert (6/18)             |
| 1977 | styczeń Kerry Melville-Reid                           | Mima Jaušovec                        | Virginia Wade (3/3)              | Chris Evert (7/18)             |
| 1977 | grudzień Evonne Goolagong Cawley (6/7)                | Mima Jaušovec                        | Virginia Wade (3/3)              | Chris Evert (7/18)             |
| 1978 | Chris O’Neil                                          | Virginia Ruzici                      | Martina Navrátilová (1/18)       | Chris Evert (8/18)             |
| 1979 | Barbara Jordan                                        | Chris Evert (9/18)                   | Martina Navrátilová (2/18)       | Tracy Austin (1/2)             |
| 1980 | Hana Mandlíková (1/4)                                 | Chris Evert (10/18)                  | Evonne Goolagong Cawley (7/7)    | Chris Evert (11/18)            |
| 1981 | Martina Navrátilová (3/18)                            | Hana Mandlíková (2/4)                | Chris Evert (12/18)              | Tracy Austin (2/2)             |
| 1982 | Chris Evert (13/18)                                   | Martina Navrátilová (4/18)           | Martina Navrátilová (5/18)       | Chris Evert (14/18)            |
| 1983 | Martina Navrátilová (6/18)                            | Chris Evert (15/18)                  | Martina Navrátilová (7/18)       | Martina Navrátilová (8/18)     |
| 1984 | Chris Evert (16/18)                                   | Martina Navrátilová (9/18)           | Martina Navrátilová (10/18)      | Martina Navrátilová (11/18)    |
| 1985 | Martina Navrátilová (12/18)                           | Chris Evert (17/18)                  | Martina Navrátilová (13/18)      | Hana Mandlíková (3/4)          |
| 1986 | turniej nie został rozegrany                          | Chris Evert (18/18)                  | Martina Navrátilová (14/18)      | Martina Navrátilová (15/18)    |
| 1987 | Hana Mandlíková (4/4)                                 | Steffi Graf (1/22)                   | Martina Navrátilová (16/18)      | Martina Navrátilová (17/18)    |
| 1988 | Steffi Graf (2/22)                                    | Steffi Graf (3/22)                   | Steffi Graf (4/22)               | Steffi Graf (5/22)             |
| 1989 | Steffi Graf (6/22)                                    | Arantxa Sánchez Vicario (1/4)        | Steffi Graf (7/22)               | Steffi Graf (8/22)             |
| 1990 | Steffi Graf (9/22)                                    | Monica Seles (1/9)                   | Martina Navrátilová (18/18)      | Gabriela Sabatini              |
| 1991 | Monica Seles (2/9)                                    | Monica Seles (3/9)                   | Steffi Graf (10/22)              | Monica Seles (4/9)             |
| 1992 | Monica Seles (5/9)                                    | Monica Seles (6/9)                   | Steffi Graf (11/22)              | Monica Seles (7/9)             |
| 1993 | Monica Seles (8/9)                                    | Steffi Graf (12/22)                  | Steffi Graf (13/22)              | Steffi Graf (14/22)            |
| 1994 | Steffi Graf (15/22)                                   | Arantxa Sánchez Vicario (2/4)        | Conchita Martínez                | Arantxa Sánchez Vicario (3/4)  |
| 1995 | Mary Pierce (1/2)                                     | Steffi Graf (16/22)                  | Steffi Graf (17/22)              | Steffi Graf (18/22)            |
| 1996 | Monica Seles (9/9)                                    | Steffi Graf (19/22)                  | Steffi Graf (20/22)              | Steffi Graf (21/22)            |
| 1997 | Martina Hingis (1/5)                                  | Iva Majoli                           | Martina Hingis (2/5)             | Martina Hingis (3/5)           |
| 1998 | Martina Hingis (4/5)                                  | Arantxa Sánchez Vicario (4/4)        | Jana Novotná                     | Lindsay Davenport (1/3)        |
| 1999 | Martina Hingis (5/5)                                  | Steffi Graf (22/22)                  | Lindsay Davenport (2/3)          | Serena Williams (1/23)         |
| 2000 | Lindsay Davenport (3/3)                               | Mary Pierce (2/2)                    | Venus Williams (1/7)             | Venus Williams (2/7)           |
| 2001 | Jennifer Capriati (1/3)                               | Jennifer Capriati (2/3)              | Venus Williams (3/7)             | Venus Williams (4/7)           |
| 2002 | Jennifer Capriati (3/3)                               | Serena Williams (2/23)               | Serena Williams (3/23)           | Serena Williams (4/23)         |
| 2003 | Serena Williams (5/23)                                | Justine Henin (1/7)                  | Serena Williams (6/23)           | Justine Henin (2/7)            |
| 2004 | Justine Henin (3/7)                                   | Anastasija Myskina                   | Marija Szarapowa (1/5)           | Swietłana Kuzniecowa (1/2)     |
| 2005 | Serena Williams (7/23)                                | Justine Henin (4/7)                  | Venus Williams (5/7)             | Kim Clijsters (1/4)            |
| 2006 | Amélie Mauresmo (1/2)                                 | Justine Henin (5/7)                  | Amélie Mauresmo (2/2)            | Marija Szarapowa (2/5)         |
| 2007 | Serena Williams (8/23)                                | Justine Henin (6/7)                  | Venus Williams (6/7)             | Justine Henin (7/7)            |
| 2008 | Marija Szarapowa (3/5)                                | Ana Ivanović                         | Venus Williams (7/7)             | Serena Williams (9/23)         |
| 2009 | Serena Williams (10/23)                               | Swietłana Kuzniecowa (2/2)           | Serena Williams (11/23)          | Kim Clijsters (2/4)            |
| 2010 | Serena Williams (12/23)                               | Francesca Schiavone                  | Serena Williams (13/23)          | Kim Clijsters (3/4)            |
| 2011 | Kim Clijsters (4/4)                                   | Li Na (1/2)                          | Petra Kvitová (1/2)              | Samantha Stosur                |
| 2012 | Wiktoryja Azaranka (1/2)                              | Marija Szarapowa (4/5)               | Serena Williams (14/23)          | Serena Williams (15/23)        |
| 2013 | Wiktoryja Azaranka (2/2)                              | Serena Williams (16/23)              | Marion Bartoli                   | Serena Williams (17/23)        |
| 2014 | Li Na (2/2)                                           | Marija Szarapowa (5/5)               | Petra Kvitová (2/2)              | Serena Williams (18/23)        |
| 2015 | Serena Williams (19/23)                               | Serena Williams (20/23)              | Serena Williams (21/23)          | Flavia Pennetta                |
| 2016 | Angelique Kerber (1/3)                                | Garbiñe Muguruza (1/2)               | Serena Williams (22/23)          | Angelique Kerber (2/3)         |
| 2017 | Serena Williams (23/23)                               | Jeļena Ostapenko                     | Garbiñe Muguruza (2/2)           | Sloane Stephens                |
| 2018 | Caroline Wozniacki                                    | Simona Halep (1/2)                   | Angelique Kerber (3/3)           | Naomi Ōsaka (1/4)              |
| 2019 | Naomi Ōsaka (2/4)                                     | Ashleigh Barty (1/3)                 | Simona Halep (2/2)               | Bianca Andreescu               |
| 2020 | Sofia Kenin                                           | Iga Świątek (1/6)                    | turniej nie był rozgrywany       | Naomi Ōsaka (3/4)              |
| 2021 | Naomi Ōsaka (4/4)                                     | Barbora Krejčíková (1/2)             | Ashleigh Barty (2/3)             | Emma Raducanu                  |
| 2022 | Ashleigh Barty (3/3)                                  | Iga Świątek (2/6)                    | Jelena Rybakina                  | Iga Świątek (3/6)              |
| 2023 | Aryna Sabalenka (1/3)                                 | Iga Świątek (4/6)                    | Markéta Vondroušová              | Coco Gauff (1/2)               |
| 2024 | Aryna Sabalenka (2/3)                                 | Iga Świątek (5/6)                    | Barbora Krejčíková (2/2)         | Aryna Sabalenka (3/3)          |
| 2025 | Madison Keys                                          | Coco Gauff (2/2)                     | Iga Świątek (6/6)                |                                |

| Legenda                                                     |
| ----------------------------------------------------------- |
| Zawodniczka wygrała 4 turnieje wielkoszlemowe w jednym roku |
| Zawodniczka wygrała 3 turnieje wielkoszlemowe w jednym roku |
| Zawodniczka wygrała 2 turnieje wielkoszlemowe w jednym roku |
| kursywa – zawody tylko dla członków klubów francuskich      |
| * wyniki nie zaliczane do Wielkiego Szlema                  |

## Najwięcej tytułów
Lista tenisistek, które odniosły co najmniej pięć zwycięstw singlowych w turniejach wielkoszlemowych. Nazwiska aktywnych tenisistek są pogrubione. Stan na 12.07.2025.
| Lp. | Zawodniczka                | Suma | Australian Open | French Open | Wimbledon | US Open |
| --- | -------------------------- | ---- | --------------- | ----------- | --------- | ------- |
| 1   | Margaret Smith Court       | 24   | 11              | 5           | 3         | 5       |
| 2   | Serena Williams            | 23   | 7               | 3           | 7         | 6       |
| 3   | Steffi Graf                | 22   | 4               | 6           | 7         | 5       |
| 4   | Helen Wills Moody          | 19   | 0               | 4           | 8         | 7       |
| 5   | Chris Evert                | 18   | 2               | 7           | 3         | 6       |
| 5   | / Martina Navrátilová      | 18   | 3               | 2           | 9         | 4       |
| 7   | Billie Jean King           | 12   | 1               | 1           | 6         | 4       |
| 8   | / Monica Seles             | 9    | 4               | 3           | 0         | 2       |
| 8   | Maureen Connolly           | 9    | 1               | 2           | 3         | 3       |
| 10  | Suzanne Lenglen            | 8    | 0               | 2           | 6         | 0       |
| 10  | / Molla Bjurstedt Mallory  | 8    | 0               | 0           | 0         | 8       |
| 12  | Maria Bueno                | 7    | 0               | 0           | 3         | 4       |
| 12  | Evonne Goolagong           | 7    | 4               | 1           | 2         | 0       |
| 12  | Justine Henin              | 7    | 1               | 4           | 0         | 2       |
| 12  | Dorothea Douglass Chambers | 7    | 0               | 0           | 7         | 0       |
| 12  | Venus Williams             | 7    | 0               | 0           | 5         | 2       |
| 17  | Nancye Wynne Bolton        | 6    | 6               | 0           | 0         | 0       |
| 17  | Louise Brough Clapp        | 6    | 1               | 0           | 4         | 1       |
| 17  | Margaret Osborne DuPont    | 6    | 0               | 2           | 1         | 3       |
| 17  | Doris Hart                 | 6    | 1               | 2           | 1         | 2       |
| 17  | Blanche Bingley Hillyard   | 6    | 0               | 0           | 6         | 0       |
| 17  | Iga Świątek                | 6    | 0               | 4           | 1         | 1       |
| 23  | Pauline Betz Addie         | 5    | 0               | 0           | 1         | 4       |
| 23  | Charlotte Cooper Sterry    | 5    | 0               | 0           | 5         | 0       |
| 23  | Daphne Akhurst Cozens      | 5    | 5               | 0           | 0         | 0       |
| 23  | Lottie Dod                 | 5    | 0               | 0           | 5         | 0       |
| 23  | Althea Gibson              | 5    | 0               | 1           | 2         | 2       |
| 23  | Martina Hingis             | 5    | 3               | 0           | 1         | 1       |
| 23  | Helen Jacobs               | 5    | 0               | 0           | 1         | 4       |
| 23  | Alice Marble               | 5    | 0               | 0           | 1         | 4       |
| 23  | Marija Szarapowa           | 5    | 1               | 2           | 1         | 1       |

     Rekordowe osiągnięcia

## Najwięcej tytułów w erze open
Lista tenisistek, które odniosły co najmniej dwa zwycięstwa singlowe w turniejach wielkoszlemowych w erze open. Aktywne tenisistki są pogrubione. Stan na 12.07.2025.
| Lp. | Zawodniczka             | Suma | Australian Open | French Open | Wimbledon | US Open |
| --- | ----------------------- | ---- | --------------- | ----------- | --------- | ------- |
| 1   | Serena Williams         | 23   | 7               | 3           | 7         | 6       |
| 2   | Steffi Graf             | 22   | 4               | 6           | 7         | 5       |
| 3   | Chris Evert             | 18   | 2               | 7           | 3         | 6       |
| 3   | / Martina Navrátilová   | 18   | 3               | 2           | 9         | 4       |
| 5   | Margaret Smith Court    | 11   | 4               | 3           | 1         | 3       |
| 6   | / Monica Seles          | 9    | 4               | 3           | 0         | 2       |
| 7   | Billie Jean King        | 8    | 0               | 1           | 4         | 3       |
| 8   | Evonne Goolagong        | 7    | 4               | 1           | 2         | 0       |
| 8   | Justine Henin           | 7    | 1               | 4           | 0         | 2       |
| 8   | Venus Williams          | 7    | 0               | 0           | 5         | 2       |
| 11  | Iga Świątek             | 6    | 0               | 4           | 1         | 1       |
| 12  | Martina Hingis          | 5    | 3               | 0           | 1         | 1       |
| 12  | Marija Szarapowa        | 5    | 1               | 2           | 1         | 1       |
| 14  | Kim Clijsters           | 4    | 1               | 0           | 0         | 3       |
| 14  | / Hana Mandlíková       | 4    | 2               | 1           | 0         | 1       |
| 14  | Naomi Ōsaka             | 4    | 2               | 0           | 0         | 2       |
| 14  | Arantxa Sánchez Vicario | 4    | 0               | 3           | 0         | 1       |
| 18  | Ashleigh Barty          | 3    | 1               | 1           | 1         | 0       |
| 18  | Jennifer Capriati       | 3    | 2               | 1           | 0         | 0       |
| 18  | Lindsay Davenport       | 3    | 1               | 0           | 1         | 1       |
| 18  | Angelique Kerber        | 3    | 1               | 0           | 1         | 1       |
| 18  | Aryna Sabalenka         | 3    | 2               | 0           | 0         | 1       |
| 18  | Virginia Wade           | 3    | 1               | 0           | 1         | 1       |
| 24  | Tracy Austin            | 2    | 0               | 0           | 0         | 2       |
| 24  | Wiktoryja Azaranka      | 2    | 2               | 0           | 0         | 0       |
| 24  | Coco Gauff              | 2    | 0               | 1           | 0         | 1       |
| 24  | Simona Halep            | 2    | 0               | 1           | 1         | 0       |
| 24  | Barbora Krejčíková      | 2    | 0               | 1           | 1         | 0       |
| 24  | Swietłana Kuzniecowa    | 2    | 0               | 1           | 0         | 1       |
| 24  | Petra Kvitová           | 2    | 0               | 0           | 2         | 0       |
| 24  | Li Na                   | 2    | 1               | 1           | 0         | 0       |
| 24  | Amélie Mauresmo         | 2    | 1               | 0           | 1         | 0       |
| 24  | Garbiñe Muguruza        | 2    | 0               | 1           | 1         | 0       |
| 24  | Mary Pierce             | 2    | 1               | 1           | 0         | 0       |

## Najdłuższa przerwa między tytułami
Lista zawodniczek, które mają najdłuższą przerwę między wygranymi tytułami wielkoszlemowymi.
| Lp. | Zawodniczka              | Przerwa | Ostatni tytuł przed przerwą | Pierwszy tytuł po przerwie |
| --- | ------------------------ | ------- | --------------------------- | -------------------------- |
| 1.  | Nancye Wynne Bolton      | 6 lat   | Australian Open 1940        | Australian Open 1946       |
| 2.  | Blanche Bingley Hillyard | 5 lat   | Wimbledon 1889              | Wimbledon 1894             |
| 2.  | Louise Brough Clapp      | 5 lat   | Wimbledon 1950              | Wimbledon 1955             |
| 2.  | Ann Haydon-Jones         | 5 lat   | French Open 1961            | French Open 1966           |
| 2.  | Virginia Wade            | 5 lat   | Australian Open 1972        | Wimbledon 1977             |
| 2.  | Swietłana Kuzniecowa     | 5 lat   | US Open 2004                | French Open 2009           |

## Najdłuższy okres ze zdobywanymi tytułami
Lista zawodniczek, które grając największą liczbę lat, zdobywały tytuły wielkoszlemowe – od pierwszego do ostatniego.
| Lp. | Zawodniczka                | Liczba lat | Pierwszy tytuł       | Ostatni tytuł        | Liczba zwycięstw |
| --- | -------------------------- | ---------- | -------------------- | -------------------- | ---------------- |
| 1.  | Serena Williams            | 19 lat     | US Open 1999         | Australian Open 2017 | 23               |
| 2.  | Helen Wills Moody          | 16 lat     | US Open 1923         | Wimbledon 1938       | 19               |
| 3.  | Blanche Bingley Hillyard   | 15 lat     | Wimbledon 1886       | Wimbledon 1900       | 6                |
| 3.  | Nancye Wynne Bolton        | 15 lat     | Australian Open 1937 | Australian Open 1951 | 6                |
| 5.  | Charlotte Cooper Sterry    | 14 lat     | Wimbledon 1885       | Wimbledon 1908       | 5                |
| 5.  | Margaret Smith Court       | 14 lat     | Australian Open 1960 | US Open 1973         | 24               |
| 7.  | Chris Evert                | 13 lat     | French Open 1974     | French Open 1986     | 18               |
| 7.  | / Martina Navrátilová      | 13 lat     | Wimbledon 1978       | Wimbledon 1990       | 18               |
| 7.  | Steffi Graf                | 13 lat     | French Open 1987     | French Open 1999     | 22               |
| 10. | Dorothea Douglass Chambers | 12 lat     | Wimbledon 1903       | Wimbledon 1914       | 7                |
| 10. | / Molla Bjurstedt Mallory  | 12 lat     | US Open 1915         | US Open 1926         | 8                |
| 12. | Hazel Hotchkiss Wightman   | 11 lat     | US Open 1909         | US Open 1919         | 4                |
| 12. | Marija Szarapowa           | 11 lat     | Wimbledon 2004       | French Open 2014     | 5                |
| 14. | Elisabeth Moore            | 10 lat     | US Open 1896         | US Open 1905         | 4                |
| 14. | Billie Jean King           | 10 lat     | Wimbledon 1966       | Wimbledon 1975       | 12               |
| 14. | Virginia Wade              | 10 lat     | US Open 1968         | Wimbledon 1977       | 3                |
| 14. | Evonne Goolagong Cawley    | 10 lat     | French Open 1971     | Wimbledon 1980       | 7                |
| 14. | Arantxa Sánchez Vicario    | 10 lat     | French Open 1989     | French Open 1998     | 4                |
|     | aktywne tenisistki         |            |                      |                      |                  |